# Ogataea nitratoaversa
Ogataea nitratoaversa är en svampart som beskrevs av G. Péter, Tornai-Leh. & Dlauchy 2008. Ogataea nitratoaversa ingår i släktet Ogataea och familjen Pichiaceae.   Inga underarter finns listade i Catalogue of Life.